# Mathias Rasmussen
Mathias Rasmussen (Lyngdal, 1997. november 25. –) norvég korosztályos válogatott labdarúgó, a belga Union SG középpályása.

## Pályafutása

### Klubcsapatokban
Rasmussen a norvégiai Lyngdal községben született.
2013-ban mutatkozott be a helyi Lyngdal felnőtt keretében. 2014-ben az első osztályban szereplő Start szerződtette. 2016-ban a dán első osztályban érdekelt Nordsjællandhoz igazolt. 2020. október 2-án szerződést kötött a Brann együttesével. Először a 2020. október 17-ei, Mjøndalen ellen 2–0-ra elvesztett mérkőzésen lépett pályára. Első gólját 2021. július 5-én, a Kristiansund ellen idegenben 3–2-es vereséggel zárult találkozón szerezte meg. 2023. július 1-jén a belga Union SG-hez írt alá.

### A válogatottban
Rasmussen az U17-es, az U18-as, az U19-es és az U21-es korosztályú válogatottakban is képviselte Norvégiát.

## Statisztikák
2023. június 24. szerint
| Klub         | Szezon   | Osztály          | Bajnokság | Bajnokság | Kupa  | Kupa | Nemzetközi | Nemzetközi | Összesen | Összesen |
| Klub         | Szezon   | Osztály          | Meccs     | Gól       | Meccs | Gól  | Meccs      | Gól        | Meccs    | Gól      |
| ------------ | -------- | ---------------- | --------- | --------- | ----- | ---- | ---------- | ---------- | -------- | -------- |
| Start        | 2014     | Tippeligaen      | 1         | 0         | 0     | 0    | —          | —          | 1        | 0        |
| Start        | 2015     | Tippeligaen      | 12        | 0         | 0     | 0    | —          | —          | 12       | 0        |
| Start        | 2016     | Tippeligaen      | 15        | 2         | 1     | 1    | —          | —          | 16       | 3        |
| Start        | Összesen | Összesen         | 28        | 2         | 1     | 1    | 0          | 0          | 29       | 3        |
| Nordsjælland | 2016–17  | Danish Superliga | 14        | 1         | 0     | 0    | —          | —          | 14       | 1        |
| Nordsjælland | 2017–18  | Danish Superliga | 34        | 4         | 2     | 2    | —          | —          | 36       | 6        |
| Nordsjælland | 2018–19  | Danish Superliga | 31        | 0         | 2     | 0    | 4          | 1          | 37       | 1        |
| Nordsjælland | 2019–20  | Danish Superliga | 17        | 3         | 1     | 1    | —          | —          | 18       | 4        |
| Nordsjælland | Összesen | Összesen         | 96        | 8         | 5     | 3    | 4          | 1          | 105      | 12       |
| Brann        | 2020     | Eliteserien      | 8         | 0         | 0     | 0    | —          | —          | 8        | 0        |
| Brann        | 2021     | Eliteserien      | 28        | 2         | 2     | 1    | —          | —          | 30       | 3        |
| Brann        | 2022     | OBOS-ligaen      | 28        | 15        | 1     | 0    | —          | —          | 29       | 15       |
| Brann        | 2023     | Eliteserien      | 12        | 0         | 6     | 2    | —          | —          | 18       | 2        |
| Brann        | Összesen | Összesen         | 76        | 17        | 9     | 3    | 0          | 0          | 85       | 20       |
| Összesen     | Összesen | Összesen         | 200       | 27        | 15    | 7    | 4          | 1          | 219      | 35       |

## Sikerei, díjai
Brann
- OBOS-ligaen
  - Feljutó (1): 2022

- Norvég Kupa
  - Győztes (1): 2022–23